# Eurocopa 1972
La Eurocopa de fútbol de 1972 se celebró en Bélgica. Esta fue la IV edición del certamen que se celebra cada cuatro años y es organizado por la UEFA. La fase final del torneo se llevó a cabo entre el 14 y el 18 de junio de 1972.
En ese momento, solo cuatro países disputaron la fase final del torneo que significaba que había solo semifinales, final y el partido por el tercer puesto. Los anfitriones solo se dieron a conocer después de la fase de clasificación, lo que significaba que tenían que clasificarse, también, para la fase final. El balón oficial fue Telstar Durlast, fabricado por la compañía alemana Adidas.
La selección de Alemania Federal ganó el torneo ante la Unión Soviética por 3-0 en la final, con goles de Gerd Müller (dos veces) y Herbert Wimmer en el estadio Heysel de Bruselas.

## Organización

### Sedes
| \| Bruselas Lieja Amberes \| |                   |
| Bruselas                     |                   |
| Stade du Heysel              | Stade Émile Versé |
| Capacidad: 50 000            | Capacidad: 28 000 |
|                              |                   |
| Lieja                        | Amberes           |
| Stade de Sclessin            | Bosuilstadion     |
| Capacidad: 31 000            | Capacidad: 20 000 |
|                              |                   |
| Bruselas Lieja Amberes       |                   |

### Árbitros
- Johan Einar Boström
- Rudi Glöckner
- Ferdinand Marschall
- William J. Mullan

## Equipos participantes
En cursiva los países debutantes en la competición.
| Equipos participantes | Equipos participantes | Equipos participantes | Equipos participantes |
| --------------------- | --------------------- | --------------------- | --------------------- |
| Alemania Federal      | Bélgica               | Hungría               | Unión Soviética       |

## Resultados
- Las horas indicadas en los partidos corresponden al huso horario local de Bélgica: Hora central europea – CET: (UTC+1).

### Cuadro
|  | Semifinales            | Semifinales     |                              |   | Final | Final |
|  |                        |                 |                              |   |       |       |
|  | 14 de junio – Amberes  |                 |                              |   |       |       |
|  |                        |                 |                              |   |       |       |
|  | Bélgica                | 1               |                              |   |       |       |
|  | Bélgica                | 1               | 18 de junio – Bruselas       |   |       |       |
|  | Alemania Federal       | 2               |                              |   |       |       |
|  | Alemania Federal       | 2               | Alemania Federal             | 3 |       |       |
|  | 14 de junio – Bruselas |                 | Alemania Federal             | 3 |       |       |
|  |                        | Unión Soviética | 0                            |   |       |       |
|  | Hungría                | Unión Soviética | 0                            | 0 |       |       |
|  | Hungría                |                 |                              | 0 |       |       |
|  | Unión Soviética        | 1               |                              |   |       |       |
|  | Unión Soviética        | 1               | Partido por el tercer puesto |   |       |       |
|  |                        |                 |                              |   |       |       |
|  | 17 de junio – Lieja    |                 |                              |   |       |       |
|  |                        |                 |                              |   |       |       |
|  | Bélgica                | 2               |                              |   |       |       |
|  | Bélgica                | 2               |                              |   |       |       |
|  | Hungría                | 1               |                              |   |       |       |

#### Semifinales
| 14 de junio de 1972, 20:00 | Bélgica       | 1:2 (0:1) | Alemania Federal | Bosuilstadion, Amberes                                     |                                                            |
|                            | Polleunis 83' | Reporte   | Müller 24', 71'  | Asistencia: 55 669 espectadores Árbitro(s): William Mullan | Asistencia: 55 669 espectadores Árbitro(s): William Mullan |

| 14 de junio de 1972, 20:00 | Hungría | 0:1 (0:0) | Unión Soviética | Stade Émile Versé, Bruselas                               |                                                           |
|                            |         | Reporte   | Konkov 53'      | Asistencia: 16 590 espectadores Árbitro(s): Rudi Glöckner | Asistencia: 16 590 espectadores Árbitro(s): Rudi Glöckner |

#### Tercer puesto
| 17 de junio de 1972, 20:00 | Bélgica                     | 2:1 (2:0) | Hungría       | Stade de Sclessin, Lieja                                       |                                                                |
|                            | Lambert 24' · van Himst 29' | Reporte   | Kü 52' (pen.) | Asistencia: 6 184 espectadores Árbitro(s): Johan Einar Boström | Asistencia: 6 184 espectadores Árbitro(s): Johan Einar Boström |

#### Final
| 18 de junio de 1972, 16:00 | Alemania Federal             | 3:0 (1:0) | Unión Soviética | Stade du Heysel, Bruselas                                       |                                                                 |
|                            | Müller 28', 57' · Wimmer 52' | Reporte   |                 | Asistencia: 43 066 espectadores Árbitro(s): Ferdinand Marschall | Asistencia: 43 066 espectadores Árbitro(s): Ferdinand Marschall |

|                          |
| Bandera de Alemania      |
| Campeón Alemania Federal |
| 1.er título              |

## Estadísticas

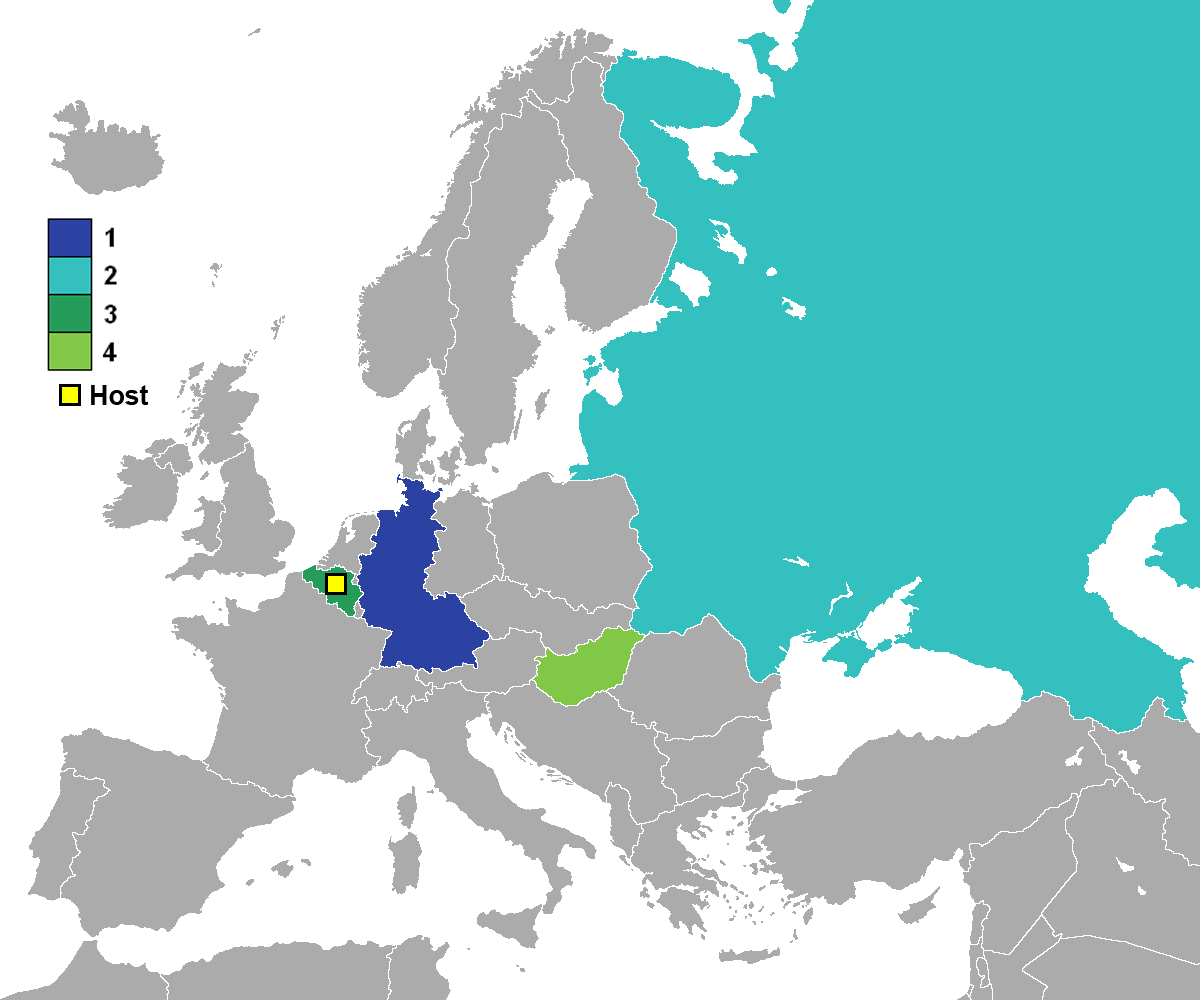
Mapa según los resultados de la Euro 1972.

### Clasificación general
| Pos. | Selección        | Pts | PJ | PG | PE | PP | GF | GC | Dif. | Rend. |
| ---- | ---------------- | --- | -- | -- | -- | -- | -- | -- | ---- | ----- |
| 1    | Alemania Federal | 4   | 2  | 2  | 0  | 0  | 5  | 1  | 4    | 100%  |
| 2    | Unión Soviética  | 2   | 2  | 1  | 0  | 1  | 1  | 3  | −2   | 50%   |
| 3    | Bélgica          | 2   | 2  | 1  | 0  | 1  | 3  | 3  | 0    | 50%   |
| 4    | Hungría          | 0   | 2  | 0  | 0  | 2  | 1  | 3  | −2   | 0%    |

### Goleadores
| Jugador          | Selección        | Goles | Minutos |
| ---------------- | ---------------- | ----- | ------- |
| Gerd Müller      | Alemania Federal | 4     | 180     |
| Odilon Polleunis | Bélgica          | 1     | 110     |
| Anatoliy Konkov  | Unión Soviética  | 1     | 180     |
| Lajos Kű         | Hungría          | 1     | 180     |
| Raoul Lambert    | Bélgica          | 1     | 180     |
| Paul Van Himst   | Bélgica          | 1     | 180     |
| Herbert Wimmer   | Alemania Federal | 1     | 180     |

## Premios y reconocimientos

### Jugador y equipo ideal del torneo
| Portero        | Defensas                                                               | Centrocampistas                         | Delanteros                              |
| -------------- | ---------------------------------------------------------------------- | --------------------------------------- | --------------------------------------- |
| Evgeny Rudakov | Revaz Dzodzuashvili Franz Beckenbauer Murtaz Khurtsilava Paul Breitner | Uli Hoeneß Gunter Netzer Herbert Wimmer | Raoul Lambert Jupp Heynckes Gerd Müller |